# The New Paper

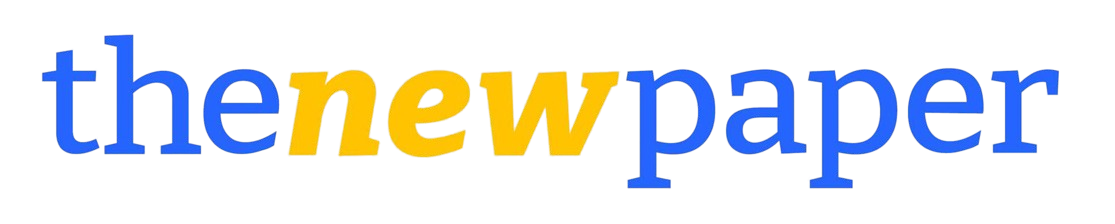
Logo der Zeitung seit 2025

The New Paper ist die zweitgrößte englischsprachige Tageszeitung Singapurs. Sie wurde erstmals am 26. Juli 1988 von der Singapore Press Holdings herausgegeben. Heute liegt die Auflage bei etwa 130.000.
The New Paper erscheint täglich und wendet sich im Stile einer Boulevardzeitung vor allem an junge Leser. Das Spezialgebiet des Blattes ist die Sportberichterstattung und dabei besonders Fußball und die englische Premier League. Die politische Berichterstattung spielt im Vergleich zur vom gleichen Verlag herausgegebenen The Straits Times eher eine untergeordnete Rolle.